# Talkeetna
Talkeetna és una concentració de població designada pel cens dels Estats Units a l'estat d'Alaska. Segons el cens del 2000 tenia 772 habitants. La seva principal curiositat és que el seu alcalde és un gat anomenat Stubbs.

## Demografia
Segons el cens del 2000, Talkeetna tenia 772 habitants, 358 habitatges, i 181 famílies La densitat de població era de 7,2 habitants/km².
Dels 358 habitatges en un 28,2% hi vivien nens de menys de 18 anys, en un 38% hi vivien parelles casades, en un 7,3% dones solteres, i en un 49,4% no eren unitats familiars. En el 38% dels habitatges hi vivien persones soles el 6,7% de les quals corresponia a persones de 65 anys o més que vivien soles. El nombre mitjà de persones vivint en cada habitatge era de 2,16 i el nombre mitjà de persones que vivien en cada família era de 2,92.
Per edats la població es repartia de la següent manera: un 23,3% tenia menys de 18 anys, un 5,8% entre 18 i 24, un 35,4% entre 25 i 44, un 29,4% de 45 a 60 i un 6,1% 65 anys o més.
L'edat mediana era de 39 anys. Per cada 100 dones de 18 o més anys hi havia 114,5 homes.
La renda mediana per habitatge era de 38.289 $ i la renda mediana per família de 46.818 $. Els homes tenien una renda mediana de 34.732 $ mentre que les dones 26.250 $. La renda per capita de la població era de 23.695 $. Aproximadament el 7,2% de les famílies i el 10,8% de la població estaven per davall del llindar de pobresa.

## Governació
Talkeetna és una àrea no incorporada des que és només una concentració de població designada pel cens. Una àrea no incorporada és una regió de terra que no es regeix per la seva pròpia carta de poblament local. Talkeetna té un Consell de la Comunitat i el seu alcalde és un gat anomenat "Stubbs". Talkeetna està situat al districte 7 de Matanuska-Susitna Borough i a data d'abril de 2013 està representat pel membre de l'assemblea Vern Halter. L'alcalde de Borough és Larry DeVilbiss.
El gat Stubbs és l'alcalde honorífic de la localitat des de fa 15 anys (a juliol de 2012). Un rumor afirmava que Stubbs havia estat triat pels electors, que s'haurien oposat als candidats humans, després d'una campanya reeixida. Tanmateix, segons la National Public Radio, el gat no podria haver estat elegit sobre el paper com a candidat perquè "el petit poble no té realment un alcalde, així doncs no hi han pogut haver eleccions" a alcalde. El títol de Stubbs és de caràcter honorífic car el poble només és un "districte històric".

## Poblacions més properes
El següent diagrama mostra les poblacions més properes.